# Oligacanthorhynchus kamtschaticus
Oligacanthorhynchus kamtschaticus är en hakmaskart som beskrevs av Hokhlova 1966. Oligacanthorhynchus kamtschaticus ingår i släktet Oligacanthorhynchus och familjen Oligacanthorhynchidae. Inga underarter finns listade i Catalogue of Life.